# Eurêka ! (manga)
Pour les articles homonymes, voir Eurêka (homonymie).
Eurêka ! (ヘウレーカ, Heurēka) est un seinen manga de Hitoshi Iwaaki, prépublié dans le magazine Young Animal et publié par l'éditeur Hakusensha en un volume relié sorti en décembre 2002. La version française est éditée par Komikku en un tome sorti en janvier 2014.

## Synopsis
Au IIIe siècle av. J.-C., les Romains et les Carthaginois s’affrontent lors de guerres sanglantes. Eurêka ! prend place lors de la seconde guerre punique, juste après la montée en puissance du grand Hannibal Barca. Arrivé près de Rome à la suite de nombreuses victoires, le stratège ne peut cependant pas vaincre la cité, faute de renforts. L’armée romaine prend alors le dessus et assiège la ville de Syracuse ! Mais malheureusement pour lui, le général romain Marcus Claudius Marcellus va devoir faire face à une ville fortifiée et habilement protégée par les multiples inventions d’Archimède.

Comme tous les grands savants, Archimède est généralement présenté avec une légende qui lui colle à la peau. Qui n’a jamais entendu l’histoire de cet homme découvrant la fameuse poussée d’Archimède dans son bain et qui, extasié par sa découverte, court nu à travers toute la ville en criant « Eurêka ! »… ? Dans cette histoire, vous découvrirez Archimède sous un autre jour. En effet, à la fin de sa vie, ce scientifique, physicien, mathématicien, ingénieur et inventeur a permis à Syracuse de résister longtemps aux attaques des romains. Grâce à ses inventions ingénieuses et novatrices, le siège de Syracuse ne fut pas une mince affaire pour l’armée romaine !

## Publication
| no | Japonais         | Japonais      | Français        | Français          |
| no | Date de sortie   | ISBN          | Date de sortie  | ISBN              |
| -- | ---------------- | ------------- | --------------- | ----------------- |
| 1  | 19 décembre 2002 | 4-592-13500-8 | 23 janvier 2014 | 979-10-91610-37-7 |

### Édition japonaise
Hakusensha
1. 1 2  (ja) « Tome 1 »

### Édition française
Komikku
1. 1 2  (fr) « Tome 1 », sur manga-news.com